# Luis Rijo
Luis Alberto Rijo (28. september 1927 – 8. maj 2001) var en uruguayansk fodboldspiller, der med Uruguays landshold vandt guld ved VM i 1950 i Brasilien. Han var dog ikke på banen i turneringen.
Rijo spillede på klubplan for Central Español i hjemlandet.